# باشگاه فوتبال استقلال تهران در فصل ۸۹–۱۳۸۸
باشگاه فوتبال استقلال تهران در فصل ۸۹–۱۳۸۸ شصت و چهارمین سال فعالیت باشگاه فوتبال استقلال تهران در مسابقات فوتبال ایران و نهمین حضور متوالی این تیم در لیگ برتر فوتبال ایران بود. 
در این صفحه اطلاعاتی از تیم فوتبال استقلال در فصل ۸۹-۱۳۸۸ فوتبال ایران قرار دارد. باشگاه استقلال در این فصل در چهار جام؛ لیگ برتر نهم، جام حذفی ۸۸-۸۹، لیگ قهرمانان آسیا ۲۰۱۰ و سوپر جام باشگاهی ایران ۱۳۸۸ شرکت کرد. همچنین تیم استقلال در این فصل مدافع عنوان قهرمانی در لیگ برتر نیز بود.

## بازیکنان
| شماره |       | پست       | بازیکن            |
| ----- | ----- | --------- | ----------------- |
| ۱     | ایران | دروازه‌بان | وحید طالب‌لو       |
| ۲     | ایران | مدافع     | خسرو حیدری        |
| ۳     | ایران | مدافع     | مهدی امیرآبادی    |
| ۴     | ایران | هافبک     | حسین کاظمی        |
| ۵     | ایران | مدافع     | بیژن کوشکی        |
| ۶     | ایران | مدافع     | هادی شکوری        |
| ۷     | ایران | مهاجم     | فرهاد مجیدی       |
| ۸     | ایران | هافبک     | مجتبی جباری       |
| ۹     | ایران | مهاجم     | آرش برهانی        |
| ۱۰    | ایران | مهاجم     | سیاوش اکبرپور     |
| ۱۱    | ایران | مهاجم     | غلام‌رضا عنایتی    |
| ۱۲    | ایران | مهاجم     | سید مهدی سیدصالحی |
| ۱۳    | ایران | هافبک     | محسن یوسفی        |
| ۱۴    | ایران | هافبک     | کیانوش رحمتی      |

| شماره |       | پست       | بازیکن           |
| ----- | ----- | --------- | ---------------- |
| ۱۵    | ایران | مدافع     | حنیف عمران‌زاده   |
| ۱۶    | ایران | هافبک     | هاشم بیک‌زاده     |
| ۱۸    | ایران | هافبک     | مهرشاد مومنی     |
| ۱۹    | ایران | هافبک     | مهران نورافکن    |
| ۲۰    | ایران | دروازه‌بان | محمد محمدی       |
| ۲۱    | ایران | هافبک     | میلاد نوری       |
| ۲۲    | ایران | مدافع     | امیرحسین صادقی   |
| ۲۳    | ایران | هافبک     | امیدرضا روانخواه |
| ۲۵    | ایران | مهاجم     | مجتبی محبوب مجاز |
| ۲۷    | ایران | هافبک     | یعقوب کریمی      |
| ۲۸    | پرو   | هافبک     | رینالدو کروزادو  |
| ۳۱    | ایران | دروازه‌بان | ایمان صادقی      |
| ۳۳    | ایران | مدافع     | پژمان منتظری     |
| ۳۷    | برزیل | هافبک     | فابیو جانوآریو   |

## نقل و انتقالات

### خرید
| شماره | پست       | اسم            | سن | باشگاه قبلی  | لیگ           | فصل خرید |
| ----- | --------- | -------------- | -- | ------------ | ------------- | -------- |
| ۲۰    | دروازه‌بان | محمد محمدی     | ۳۱ | پیکان قزوین  | جام خلیج فارس | تابستانی |
| ۱۴    | هافبک     | کیانوش رحمتی   | ۳۰ | سایپا تهران  | جام خلیج فارس | تابستانی |
| ۱۱    | مهاجم     | رضا عنایتی     | ۳۳ | النصر امارات | لیگ امارات    | تابستانی |
| ۱۲    | مهاجم     | مهدی سیدصالحی  | ۲۷ | پیکان تهران  | جام خلیج فارس | تابستانی |
| ۱۵    | مدافع     | حنیف عمران‌زاده | ۲۴ | پاس همدان    | جام خلیج فارس | تابستانی |
| ۲۲    | مدافع     | امیرحسین صادقی | ۲۸ | مس کرمان     | جام خلیج فارس | تابستانی |
| ۱۸    | هافبک     | مهرشاد مومنی   | ۲۲ | پاس همدان    | جام خلیج فارس | تابستانی |

### فروش
| شماره | پست       | اسم            | سن | انتقال به         | لیگ           | فصل انتقال |
| ----- | --------- | -------------- | -- | ----------------- | ------------- | ---------- |
| ۳۱    | دروازه‌بان | اشکان نامداری  | ۳۳ | ابومسلم مشهد      | جام خلیج فارس | تابستانی   |
| ۴۰    | مهاجم     | علیرضا عباسفرد | ۲۸ | پیکان قزوین       | جام خلیج فارس | تابستانی   |
| ۱۸    | هافبک     | مهرداد پولادی  | ۲۳ | تراکتورسازی تبریز | جام خلیج فارس | تابستانی   |
| ۲۹    | هافبک     | یدالله اکبری   | ۳۵ | پاس همدان         | جام خلیج فارس | تابستانی   |
| ۲۴    | هافبک     | حسین قنبری     | ۲۱ | ملوان انزلی       | جام خلیج فارس | تابستانی   |
| ۱۹    | مهاجم     | علی علی‌زاده    | ۲۸ | برق شیراز         | جام آزادگان   | تابستانی   |
| ۲۰    | مدافع     | پیروز قربانی   | ۳۱ | مس کرمان          | جام خلیج فارس | تابستانی   |
| ۱۱    | هافبک     | میثم منیعی     | ۲۷ | مس کرمان          | جام خلیج فارس | تابستانی   |

## مرور فصل

### لیگ برتر
امیر قلعه‌نویی استقلال را قهرمان کرد و از تیم جدا شد. اتفاقی که برای دومین بار در کمتر از چهار سال برای استقلال رخ میداد. عدم سازش بین سرمربی و مدیرعامل وقت استقلال باعث شد که قلعه‌نویی از استقلال به سپاهان اصفهان برود باز هم صمد مرفاوی سرمربی وقت استقلال شود. استقلال در این فصل اکثر بازیکنان خود را حفظ کرده و غلامرضا عنایتی را نیز به خط حمله خود اضافه کرد. استقلال قبل از شروع فصل یک اردوی تدارکاتی در ترکیه برگزار کرد که این اردو به دلیل شرایط نامساعد آب و هوایی نیمه تمام ماند و کاروان استقلال زودتر از موعد مقرر به تهران بازگشت.  استقلال قرار بود در این اردو با تیمهای نفتچی باکو و شارن اسپور ترکیه دیدار کند که هر دو بازی به دلایل شرایط بد جوی لغو شد. همچنین قبل از شروع بازیها استقلال قرار بود در مسابقات چهارجانبه‌ای در همدان حاضر شود که با حاشیه‌های ایجاد شده از حضور در این مسابقات انصراف داد. استقلال با سرمربیگری مرفاوی و همانند ششمین دوره لیگ برتر شروع خوبی داشت و از ده بازی اول خود موفق به کسب برد در شش بازی شد و اولین شکست فصل را در هفته یازدهم و در ورزشگاه آزادی در برابر استقلال اهواز متحمل شد. استقلال در این بازی که تا دقیقه ۸۶ با نتیجه ۲ بر ۱ پیش بود از این دقیقه به بعد دو گل خورد و بازی را وبه همنام اهوازیش واگذار کرد. بعد از این شکست روزهای بعد استقلال شروع شد و دیگر استقلال چهره یک مدعی را نداشت. بعد از این بازی استقلال در هفت بازی بعدیش در چهار بازی شکست خورد و فقط یک برد کسب کرد. استقلال نیم فصل اول را در مکان چهارم جدول قرار گرفت و با تیم سپاهان که صدرنشین بود هفت امتیاز فاصله داشت. آبی‌پوشان نیم فصل دوم را با شکست برابر سپاهان شروع کردند و سپس فجرسپاسی را شکست دادند و در دو بازی بعدی مساوی کردند. استقلال در این نیم فصل در دو وهله موفق به کسب برد در سه بازی متوالی نیز شد ولی هرگز موفق به جبران فاصله امتیازی ایجاد شده با دو تیم اول جدول نشد و با کسب ۵۹ امتیاز در رده سوم نهمین دوره لیگ برتر را به پایان رساند.

### جام حذفی
استقلال در این فصل در جام حذفی فقط دو بازی انجام داد. بازی اول در برابر تیم ذرت‌کاران پارس‌آباد برگزار شد که با برتری ۱۳ گله استقلال همراه شد. در مرحله یک هشتم نهایی تیم استقلال به مصاف تیم استیل‌آذین رفت. استقلال در این بازی ابتدا با گل فرهاد مجیدی پیش افتاد. سپس سه گل از این تیم دریافت کرد و بازی ۳ بر ۱ به سود استیل آذین شد در ادامه بازی استقلال سه بار دروازه تیم استیل آذین را توسط اکبرپور، عمران‌زاده و جانواریو باز کرد تا در یک بازی زیبا ۴ بر ۳ پیش بیفتد و در ادامه استقلال گل چهارم را از نقطه پنالتی خورد تا بازی به وقت اضافی بکشد.  در وقتهای اضافی این تیم استیل آذین بود که گل پنجم را به ثمر رساند و در پایان با نتیجه ۵ بر ۴ برنده این جدال حساس شد.

### لیگ قهرمانان آسیا
استقلال این فصل از لیگ قهرمانان را با یک پیروزی خارج از خانه شروع کرد. استقلال در اولین بازی و در شهر جده موفق به شکست دادن الاهلی شد. استقلال در دو بازی بعدی میزبان دو تیم الجزیره و الغرافه بود که صاحب یک تساوی و یک برد شد. استقلال که الغرافه را در تهران با سه گل شکست داده بود در قطر با این تیم مساوی کرد و تیم الاهلی را مجددا و اینبار در تهران شکست داد تا در پایان هفته پنجم صعودش به مرحله یک هشتم نهایی مسجل شود. آبی‌پوشان که میتوانستند با شکست دادن الجزیره در بازی ششم مرحله گروهی صدرنشینی و میزبانی خود در بازی مرحله یک هشتم نهایی را قطعی کنند در کمال ناباوری در برابر الجزیره که تا قبل بازی ششم هیچ بردی کسب نکرده بود با نتیجه ۲ بر ۱ شکست خوردند تا با قرار گرفتن در رده دوم جدول در مرحله بعدی به مصاف الشباب عربستان بروند. طبق قانون جاری در سال ۲۰۱۰ در لیگ قهرمانان آسیا در این مرحله فقط یک بازی به میزبانی تیمهای صدرنشین گروهها برگزار میشد. بنابراین باید در عربستان به مصاف تیم الشباب میرفت و بازی برگشتی در کار نبود. استقلال در برابر این تیم عربستانی ابتدا یک گل دریافت کرد و سپس قبل از پایان نیمه اول دو بر یک پیش افتاد. با شروع نیمه دوم استقلال گل دوم را هم خورد تا بازی مساوی شود. استقلال که چندین موقعیت مناسب را برای زدن گل سوم از دست داده بود در دقیقه ۸۸ گل سوم را هم خورد تا بدین ترتیب از دور لیگ قهرمانان کنار برود.

## پیش فصل و دوستانه
| ۲۳ تیر ۱۳۸۸ دوستانه ۱ | استقلال تهران                                          | ۵ – ۰ | میلاد تهران  | تهران      |
|                       | مجیدی · عنایتی ؟' (پنالتی) · برهانی · کاظمی · سیدصالحی | گزارش | ؟ (نیمه دوم) | ورزشگاه: ؟ |

| ۳۱ تیر ۱۳۸۸ دوستانه ۲ | استقلال تهران                                          | ۴ – ۲ | استقلال اهواز              | تهران      |
|                       | عنایتی ۶۰ · روانخواه ۶۴' · مجیدی ۷۲' · برهانی ۸۰'، ۸۱' | گزارش | میداوودی ۵۰' (پنالتی)، ۷۴' | ورزشگاه: ؟ |

| ۴ مرداد ۱۳۸۸ دوستانه ۳ | استقلال تهران | ۱ – ۲ | صبای قم               | تهران                  |
|                        | شکوری ۶۱'     | گزارش | فضلی ۴۲' · انصاری ۴۶' | ورزشگاه: دستگردی تهران |

| ۸ مرداد ۱۳۸۸ دوستانه ۴ | استقلال تهران                                                                       | ۷ – ۱ | مهر کرج      | تهران                  |
|                        | اکبرپور ۱۲'، ۳۵' · عنایتی ۱۵'، ۵۱' · مجیدی ۱۷' ۸ · مدافع مهر کرج ۳۷' · سیدصالحی ۶۰' | گزارش | دانیال ربیعی | ورزشگاه: دستگردی تهران |

| ۹ شهریور ۱۳۸۸ دوستانه ۵ | استقلال تهران                                           | ۴ – ۳     | شهرداری بندرعباس                                     | تهران                  |
|                         | جانواریو ۱۳' · محبوب‌مجاز ۲۰' · بیک‌زاده ۲۵' · عنایتی ۵۹' | ایسنا مهر | هدایت شهریاری ۵۲' · عباس اسدی ۷۵' · سعید گنج‌خانی ۷۸' | ورزشگاه: دستگردی تهران |

| ۲۷ آبان ۱۳۸۸ دوستانه ۶ | آریانا گستر کیش | ۱ – ۲      | استقلال تهران                           | تهران               |
|                        | سجاد احمدی ۷۳'  | ایسنا فارس | عنایتی ۴۳' · عمران‌زاده ۶۸' · عنایتی '۸۹ | ورزشگاه: المپیک کیش |

| ۷ دی ۱۳۸۸ دوستانه ۷                                                           | الوصل امارات         | ۱ – ۵ | استقلال تهران                                                         | امارات                     |
| ۱۸:۱۰                                                                         | داگلاس دوس سانتوس ۵' | گزارش | مجیدی ۷'، ۶۳' (پنالتی) · عمران‌زاده ۵۹' · سیدصالحی ۴۰' · محبوب‌مجاز ۸۸' | ورزشگاه: اختصاصی تیم الوصل |
| یادداشت: این بازی به مناسبت خداحافظی اسماعیل راشد بازیکن تیم الوصل برگزار شد. |                      |       |                                                                       |                            |

## بازی‌ها

### لیگ برتر
| ۱۶ مرداد ۱۳۸۸ ۱                                      | استقلال تهران | ۱ – ۰ | سپاهان اصفهان | تهران                             |
| ۱۹:۳۰                                                | روانخواه ۶۱'  | گزارش |               | ورزشگاه: آزادی داور: هدایت ممبینی |
| یادداشت: تیم استقلال تهران از حضور تماشاگر محروم بود |               |       |               |                                   |

| ۲۴ مرداد ۱۳۸۸ ۲ | فجرسپاسی شیراز       | ۰ – ۰ | استقلال تهران                       | شیراز                                   |
| ۱۷:۰۰           | کاظمی سیدصالحی صادقی | گزارش | کوهنورد صبری کرمی زارعی ایران‌پوریان | ورزشگاه: حافظیه شیراز داور: تورج حق‌وردی |

| ۳۰ مرداد ۱۳۸۸ ۳ | استقلال تهران                 | ۱ – ۰ | فولاد خوزستان | تهران                                              |
| ۱۹:۱۵           | عنایتی ۴۸' · برهانی · بیک‌زاده | گزارش |               | ورزشگاه: آزادی تماشاگران: ۳۵۰۰۰ داور: علی‌رضا فغانی |

| ۵ شهریور ۱۳۸۸ ۴ | ملوان بندرانزلی | ۰ – ۰ | استقلال تهران  | انزلی                                                     |
| ۲۱:۱۵           | نوری            | گزارش | برهانی اکبرپور | ورزشگاه: تختی انزلی تماشاگران: ۲۱:۱۵ داور: سعید مظفری‌زاده |

| ۱۶ شهریور ۱۳۸۸ ۵ | استقلال تهران            | ۲ – ۱ | سایپای البرز                                           | تهران                            |
| ۲۲:۳۰            | شکوری ۷۷' · برهانی ۴+۹۰' | گزارش | صادقی ۷۹' · شریفی‌نسب · ابراهیمی · یوسف‌زاده · انصاری‌فرد | ورزشگاه: آزادی داور: مسعود مرادی |

| ۲۲ شهریور ۱۳۸۸ ۶ | تراکتورسازی تبریز         | ۱ – ۱ | استقلال تهران                                     | تبریز                                      |
|                  | ابراهیمی ۸۰' · میرشفیعیان | گزارش | مجیدی ۲۵' · عنایتی · جانواریو · اکبرپور · بیک‌زاده | ورزشگاه: یادگار امام تبریز داور: محسن ترکی |

| ۲۷ شهریور ۱۳۸۸ ۷ | استقلال تهران                             | ۲ – ۰ | استیل‌آذین تهران | تهران                                             |
| ۲۱:۰۰            | برهانی ۲۶' ۸۱' · صادقی · مجیدی · جانواریو | گزارش | کریمی شاپورزاده | ورزشگاه: آزادی تماشاگران: ۷۰۰۰ داور: هدایت ممبینی |

| ۲ مهر ۱۳۸۸ ۸ | ابومسلم خراسان  | ۰ – ۵ | استقلال تهران                                                               | مشهد                                     |
| ۱۵:۰۰        | حقدوست شکوه‌مقام | گزارش | مجیدی ۵۴' · برهانی ۶۵' · کاظمی ۶۸' · سیدصالحی ۹۰' · اکبرپور ۳+۹۰' · بیک‌زاده | ورزشگاه: ثامن مشهد داور: یدالله جهانبازی |

| ۱۰ مهر ۱۳۸۸ ۹ (دربی ۶۸)                                                                                   | استقلال تهران             | ۱ – ۱ | پیروزی تهران                                       | تهران                                           |
| ۱۴:۳۰ | مجیدی ۵۵' · صادقی · حیدری | گزارش | شیری ۵۰ · کلاه‌کج ۵۰' · آقازمانی · زارعی · برازیلیا | ورزشگاه: آزادی تماشاگران: ۹۰۰۰۰ داور: محسن ترکی |
| یادداشت: وحید طالب‌لو در دقیقه ۵۰ ضربه پنالتی مهدی شیری را مهار کرد که برگشت توپ را کلاه‌کج تبدیل به گل کرد |                           |       |                                                    |                                                 |

| ۱۵ مهر ۱۳۸۸ ۱۰ | مس کرمان                  | ۱ – ۲ | استقلال تهران                                         | کرمان                                                       |
| ۱۷:۰۵          | جیووانی ۲۷' ۸۳ · حسین‌خانی | گزارش | جانوآریو ۱۰' · برهانی ۶۳' · بیک‌زاده · رحمتی · اکبرپور | ورزشگاه: باهنر کرمان تماشاگران: ۱۵۰۰۰ داور: خداداد افشاریان |

| ۲۰ مهر ۱۳۸۸ ۱۱ | استقلال تهران                   | ۲ – ۳ | استقلال اهواز                                         | تهران                            |
| ۱۷:۰۰          | برهانی ۱۶' · عنایتی ۲۳' · حیدری | گزارش | معقولی ۴۹' · خلیفه‌اصل ۸۶' · بیژنی ۴+۹۰' · رجبی · آتسو | ورزشگاه: آزادی داور: مسعود مرادی |

| ۲۵ مهر ۱۳۸۸ ۱۲ | پاس همدان                   | ۰ – ۰ | استقلال تهران | همدان                                  |
| ۱۴:۴۵          | خورج ساشا کولینیا میرقربانی | گزارش | صادقی رحمتی   | ورزشگاه: قدس همدان داور: البرز حاجی‌پور |

| ۱ آبان ۱۳۸۸ ۱۳ | استقلال تهران            | ۱ – ۱ | صبای قم                      | تهران                             |
| ۱۶:۴۰          | مجیدی '۲+۴۵ · برهانی ۵۴' | گزارش | نوری ۵' · کاشی · بختیاری‌زاده | ورزشگاه: آزادی داور: علی‌رضا فغانی |

| ۵ آبان ۱۳۸۸ ۱۴ | ذوب‌آهن اصفهان       | ۱ – ۰ | استقلال تهران | اصفهان                                        |
| ۱۴:۴۰          | خلعتبری ۲۳' · حسینی | گزارش | کوشکی کاظمی   | ورزشگاه: فولادشهر اصفهان داور: سعید مظفری‌زاده |

| ۱۱ آبان ۱۳۸۸ ۱۵ | استقلال تهران                              | ۲ – ۱ | شاهین بوشهر         | تهران                                |
| ۱۶:۳۰           | عنایتی ۴۸' · برهانی ۵۷' · شکوری · جانواریو | گزارش | احمدپوری ۶۵' · عبدی | ورزشگاه: آزادی داور: شاهین حاج‌بابایی |

| ۱۶ آبان ۱۳۸۸ ۱۶ | راه‌آهن تهران                                     | ۳ – ۲ | استقلال تهران         | تهران                                              |
| ۱۶:۳۰           | نورمحمدی ۱۲' · زنیدپور ۵۸' · ترائوره ۷۷' · رحیمی | گزارش | کاظمی ۴۵' · شکوری ۷۱' | ورزشگاه: آزادی تماشاگران: ۱۵۰۰۰ داور: محسن قهرمانی |

| ۷ آذر ۱۳۸۸ ۱۷ | استقلال تهران                   | ۲ – ۳ | پیکان قزوین                                             | تهران                                |
| ۱۶:۱۵         | صادقی ۱۶' · کاظمی ۶۶' · اکبرپور | گزارش | دقیقی ۳۸' · خدابنده‌لو ۴۴' · هدایتی ۶۹' · معمار · سلمانی | ورزشگاه: آزادی داور: خداداد افشاریان |

| ۱۴ آذر ۱۳۸۸ ۱۸ | سپاهان اصفهان                       | ۲ – ۰ | استقلال تهران | اصفهان                                     |
| ۱۴:۰۰          | رضا ۴۵' · عقیلی ۶۲' · مولایی · توره | گزارش | کاظمی بیک‌زاده | ورزشگاه: فولادشهر اصفهان داور: مسعود مرادی |

| ۲۰ آذر ۱۳۸۸ ۱۹ | استقلال تهران                                                      | ۳ – ۲ | فجرسپاسی شیراز                     | تهران                            |
| ۱۵:۰۰          | رحمتی ۲۲' · مجیدی ۴۵'، ۲+۹۰' · صادقی · سیدصالحی · جانواریو · مجیدی | گزارش | کریمیان ۴۶' · صادقی ۹۰' (گل‌به‌خودی) | ورزشگاه: آزادی داور: محمود رفیعی |

| ۲۶ آذر ۱۳۸۸ ۲۰ | فولاد خوزستان | ۱ – ۱ | استقلال تهران  | اهواز                                  |
| ۱۶:۱۵          | بارتولویچ ۵۵' | گزارش | سیدصالحی ۳+۹۰' | ورزشگاه: تختی اهواز داور: محسن قهرمانی |

| ۱ دی ۱۳۸۸ ۲۱ | استقلال تهران                     | ۲ – ۲ | ملوان بندرانزلی                                                  | تهران                             |
| ۱۵:۰۰        | برهانی ۳۶' ۴۴ · صادقی ۴۹' · رحمتی | گزارش | دسوزا ۵۸' (پنالتی) · حیدری ۵۹' · پورغلامی · آدریانو آلوز · رستمی | ورزشگاه: آزادی داور: هدایت ممبینی |

| ۲۰ دی ۱۳۸۸ ۲۲ | سایپای البرز           | ۱ – ۱ | استقلال تهران                    | تهران                                                 |
| ۱۵:۰۰         | خالقی‌فر ۲۴' · یوسف‌زاده | گزارش | عمران‌زاده ۹۵' · سیدصالحی · مجیدی | ورزشگاه: آزادی تماشاگران: ۱۰۰۰۰ داور: یدالله جهانبازی |

| ۲۵ دی ۱۳۸۸ ۲۳ | استقلال تهران                      | ۲ – ۲ | تراکتورسازی تبریز               | تهران                            |
| ۱۵:۱۵         | مجیدی ۴۵' · عمران‌زاده ۷۰' · منتظری | گزارش | پولادی ۳۲' · اکرامی ۵۰' · نصرتی | ورزشگاه: آزادی داور: مسعود مرادی |

| ۳ بهمن ۱۳۸۸ ۲۴ | استیل‌آذین تهران | ۰ – ۲ | استقلال تهران                                         | تهران                          |
| ۱۴:۴۵          |                 | گزارش | سیدصالحی ۷۲' · منتظری ۷۶' · صادقی · امیرآبادی · کاظمی | ورزشگاه: آزادی داور: محسن ترکی |

| ۹ بهمن ۱۳۸۸ ۲۵ | استقلال تهران                                              | ۳ – ۱ | ابومسلم مشهد                           | تهران                              |
| ۱۶:۵۵          | مومونی ۲' (گل‌به‌خودی) · رحمتی ۴۷ · مجیدی ۷۹' · برهانی ۳+۹۰' | گزارش | ضیغمی ۶۸' · حقدوست · رجب‌زاده · نامداری | ورزشگاه: آزادی داور: سعید بخشی‌زاده |

| ۱۴ بهمن ۱۳۸۸ ۲۶ (دربی ۶۹) | پیروزی تهران                     | ۲ – ۱ | استقلال تهران                            | تهران                               |
| ۱۴:۳۰                     | نوروزی ۳۷' · باقری ۸۷' · بادامکی | گزارش | مجیدی ۱۶' · برهانی · اکبرپور · امیرآبادی | ورزشگاه: آزادی داور: سعید مظفری‌زاده |

| ۲۸ بهمن ۱۳۸۸ ۲۷ | استقلال تهران                         | ۲ – ۰ | مس کرمان | تهران                             |
| ۱۷:۱۰           | عمران‌زاده ۱۳' · مجیدی ۳۷' · عمران‌زاده | گزارش |          | ورزشگاه: آزادی داور: هدایت ممبینی |

| ۱۴ اسفند ۱۳۸۸ ۲۸ | استقلال اهواز        | ۰ – ۲ | استقلال تهران                                          | اهواز                                  |
| ۱۴:۴۵            | خنیفر شریفات ماکسیمو | گزارش | صادقی ۱۶' · سیدصالحی ۴۶' · سیدصالحی · رحمتی · جانواریو | ورزشگاه: تختی اهواز داور: محسن قهرمانی |

| ۲۴ اسفند ۱۳۸۸ ۲۹ | استقلال تهران     | ۱ – ۰ | پاس همدان | تهران                                |
| ۱۶:۳۰            | مجیدی ۷۸' · کاظمی | گزارش | رمضانی    | ورزشگاه: آزادی داور: یدالله جهانبازی |

| ۱۵ فروردین ۱۳۸۹ ۳۰ | صبای قم                                          | ۲ – ۱ | استقلال تهران                  | قم                                        |
| ۱۸:۱۵              | انصاری ۷۶' · کلمنتینو ۹۳' (پنالتی) · حقی · لطیفی | گزارش | برهانی ۳۳' · صادقی · عمران‌زاده | ورزشگاه: یادگار امام قم داور: مسعود مرادی |

| ۳۰ فروردین ۱۳۸۹ ۳۱ | استقلال تهران                                      | ۱ – ۰ | ذوب‌آهن اصفهان | تهران                             |
| ۱۷:۳۰              | اکبرپور ۴۱' (پنالتی) · اکبرپور · امیرآبادی · مجیدی | گزارش | کاسترو        | ورزشگاه: آزادی داور: محسن قهرمانی |

| ۱۲ اردیبهشت ۱۳۸۹ ۳۲ | شاهین بوشهر | ۰ – ۱ | استقلال تهران        | بوشهر                                |
| ۱۸:۰۰               |             | گزارش | رینالدو ۳۵' (پنالتی) | ورزشگاه: بهشتی بوشهر داور: محسن ترکی |

| ۱۶ اردیبهشت ۱۳۸۹ ۳۳ | استقلال تهران       | ۱ – ۰ | راه‌آهن تهران     | تهران                                |
| ۱۸:۰۰               | مجیدی ۲+۹۰' · صادقی | گزارش | رحیمی کامیابی‌نیا | ورزشگاه: آزادی داور: یدالله جهانبازی |

| ۲۹ اردیبهشت ۱۳۸۹ ۳۴ | پیکان قزوین           | ۱ – ۱ | استقلال تهران | قزوین                                   |
| ۱۸:۰۰               | طالب‌لو ۸۳' (گل‌به‌خودی) | گزارش | منتظری ۳۳'    | ورزشگاه: رجائی قزوین داور: محسن قهرمانی |

#### جایگاه در جدول
| رتبه | تیم        | بازی | برد | مساوی | باخت | گل زده | گل خورده | گل تفاضل | امتیاز | صعود یا سقوط                                |
| ---- | ---------- | ---- | --- | ----- | ---- | ------ | -------- | -------- | ------ | ------------------------------------------- |
| ۱    | سپاهان     | ۳۴   | ۱۹  | ۱۰    | ۵    | ۶۷     | ۳۰       | ۳۷+      | ۶۷     | صعود به مرحله گروهی لیگ قهرمانان آسیا ۲۰۱۱  |
| ۲    | ذوب‌آهن     | ۳۴   | ۱۶  | ۱۳    | ۵    | ۴۸     | ۲۹       | ۱۹+      | ۶۱     | صعود به مرحله گروهی لیگ قهرمانان آسیا ۲۰۱۱  |
| ۳    | استقلال    | ۳۴   | ۱۶  | ۱۱    | ۷    | ۴۹     | ۳۲       | ۱۷+      | ۵۹     | صعود به مرحله گروهی لیگ قهرمانان آسیا ۲۰۱۱  |
| ۴    | پرسپولیس   | ۳۴   | ۱۳  | ۱۴    | ۷    | ۴۶     | ۴۰       | ۶+       | ۵۳     | صعود به مرحله گروهی لیگ قهرمانان آسیا ۲۰۱۱۱ |
| ۵    | استیل آذین | ۳۴   | ۱۳  | ۱۳    | ۸    | ۵۵     | ۴۹       | ۶+       | ۵۲     |                                             |

#### دست‌آوردها در خانه و بیرون
| مجموع | مجموع  | مجموع | مجموع | مجموع | مجموع | مجموع | مجموع | خانه | خانه | خانه | خانه | خانه | خانه | مهمان | مهمان | مهمان | مهمان | مهمان | مهمان |
| بازی  | امتیاز | پ     | ت     | ش     | گ‌ز    | گ‌خ    | ت‌گ    | پ    | ت    | ش    | گ‌ز   | گ‌خ   | ت‌گ   | پ     | ت     | ش     | گ‌ز    | گ‌خ    | ت‌گ    |
| ----- | ------ | ----- | ----- | ----- | ----- | ----- | ----- | ---- | ---- | ---- | ---- | ---- | ---- | ----- | ----- | ----- | ----- | ----- | ----- |
| ۳۴    | ۵۹     | ۱۶    | ۱۱    | ۷     | ۴۹    | ۳۲    | ۱۷+   | ۱۱   | ۴    | ۲    | ۲۹   | ۱۷   | ۱۲+  | ۵     | ۷     | ۵     | ۲۰    | ۱۵    | ۵+    |

آخرین بروزرسانی: پایان فصل

منبع: IPLstats Home
IPLstats Away

پ = پیروزی؛ ت = تساوی؛ ش = شکست؛ گ‌ز = گل زده؛ گ‌خ = گل خورده؛ ت‌گ = تفاضل گل

|                   | بازی | برد | مساوی | باخت | زده | خورده | تفاضل | امتیاز |
| ----------------- | ---- | --- | ----- | ---- | --- | ----- | ----- | ------ |
| در ورزشگاه آزادی  | ۲۱   | ۱۲  | ۵     | ۴    | ۳۵  | ۲۳    | ۱۲+   | ۴۱     |
| در دیگر ورزشگاه‌ها | ۱۳   | ۴   | ۶     | ۳    | ۱۴  | ۹     | ۵+    | ۱۸     |

#### روند هفته به هفته
| هفته  | ۱ | ۲ | ۳ | ۴ | ۵ | ۶ | ۷ | ۸ | ۹ | ۱۰ | ۱۱ | ۱۲ | ۱۳ | ۱۴ | ۱۵ | ۱۶ | ۱۷ | ۱۸ | ۱۹ | ۲۰ | ۲۱ | ۲۲ | ۲۳ | ۲۴ | ۲۵ | ۲۶ | ۲۷ | ۲۸ | ۲۹ | ۳۰ | ۳۱ | ۳۲ | ۳۳ | ۳۴ |
| ----- | - | - | - | - | - | - | - | - | - | -- | -- | -- | -- | -- | -- | -- | -- | -- | -- | -- | -- | -- | -- | -- | -- | -- | -- | -- | -- | -- | -- | -- | -- | -- |
| زمین  | خ | م | خ | م | خ | م | خ | م | خ | م  | خ  | م  | خ  | م  | خ  | م  | خ  | م  | خ  | م  | خ  | م  | خ  | م  | خ  | م  | خ  | م  | خ  | م  | خ  | م  | خ  | م  |
| نتیجه | پ | ت | پ | ت | پ | ت | پ | پ | ت | پ  | ش  | ت  | ت  | ش  | پ  | ش  | ش  | ش  | پ  | ت  | ت  | ت  | ت  | پ  | پ  | ش  | پ  | پ  | پ  | ش  | پ  | پ  | پ  | ت  |
| وضعیت | ۶ | ۵ | ۳ | ۵ | ۳ | ۳ | ۲ | ۲ | ۲ | ۱  | ۱  | ۱  | ۱  | ۲  | ۲  | ۳  | ۴  | ۷  | ۳  | ۵  | ۵  | ۴  | ۴  | ۳  | ۳  | ۴  | ۴  | ۴  | ۴  | ۴  | ۳  | ۳  | ۲  | ۳  |

آخرین بروزرسانی: پایان فصل.
منبع: Ipl (به انگلیسی)

زمین: م = مهمان، خ = خانه. نتیجه: ت = تساوی، ش = شکست، پ = پیروزی.

### جام حذفی
| ۱۹ بهمن ۱۳۸۸ 1/16 نهایی | استقلال تهران | ۱۳ – ۰ | ذرت‌کاران پارس‌آباد     | تهران                                      |
| ۱۷:۰۰                   | سیدصالحی ۵'، ۸'، ۲۲'، ۲۴' · برهانی ۲۶' (پنالتی)، ۳۲'، ۸۲' · اکبرپور ۱۲'، ۱+۹۰' · نوری ۵۷'، ۴+۹۰' · شکوری ۶۱' · رینالدو ۷۲' (پنالتی) · مومنی ۸۴ · امیرآبادی · برهانی · سیدصالحی · عمران‌زاده | گزارش  | برات اصغری بهنام سولت | ورزشگاه: آزادی تهران داور: محمدرضا اکبریان |

| ۹ اسفند ۱۳۸۸ 1/8 نهایی | استقلال تهران                                                                                        | ۴ – ۵ | استیل آذین تهران                                                                                       | تهران                                  |
| ۱۵:۳۰                  | مجیدی ۲۲' · اکبرپور ۷۵' · عمران‌زاده ۷۸' · جانواریو ۸۰' · رحمتی · حیدری · شکوری '۱۱۹ · اکبرپور '۱+۱۲۰ | گزارش | عمران‌زاده ۲۷' (گل‌به‌خودی) · مهدوی‌کیا ۵۷' · کعبی ۶۲' · کریمی ۸۵' (پنالتی) · نوروزی ۱۰۵' · لک چیرا · شرفی | ورزشگاه: آزادی تهران داور: تورج حق‌وردی |

### لیگ قهرمانان آسیا
| ۴ اسفند ۱۳۸۸ ۱                                                   | الاهلی                                         | ۱ – ۲ | استقلال                                | جده، عربستان                                                        |
| ۲۰:۵۰                                                            | معاذ '۵۰ · مارسینهو ۶۹ · جاسم '۷۴ · الراهب ۸۵' | گزارش | مجیدی ۱۲'، ۷۵' · مجیدی '۴۸ · محمدی '۸۳ | ورزشگاه: امیر عبداله فیصل تماشاگران: ۱۶،۰۰۰ داور: هیرویوشی تاکایاما |
| یادداشت: محمد محمدی در دقیقه ۶۹ ضربه پنالتی مارسینهو را مهار کرد |                                                |       |                                        |                                                                     |

| ۱۸ اسفند ۱۳۸۸ ۲ | استقلال   | ۰ – ۰ | الجزیره                          | تهران، ایران                                               |
| ۱۷:۳۰           | کاظمی '۳۴ | گزارش | البلوشی '۲۶ خصیف '۶۶ سوبیس '۳+۹۰ | ورزشگاه: آزادی تهران تماشاگران: ۳۲،۰۰۰ داور: چو میونگ-یونگ |

| ۳ فروردین ۱۳۸۹ ۳ | استقلال                                            | ۳ – ۰          | الغرافه       | تهران، ایران                                                 |
| ۱۷:۳۰            | مجیدی ۱۳'، ۵۳' · کاظمی '۷۵ · منتظری ۷۹' · نوری '۹۰ | فارس soccerway | حامد شامی '۵۰ | ورزشگاه: آزادی تهران تماشاگران: ۶۰،۰۰۰ داور: والنتین کوالنکو |

| ۱۱ فروردین ۱۳۸۹ ۴ | الغرافه                        | ۱ – ۱ | استقلال                  | دوحه، قطر                                              |
| ۲۰:۱۵             | محمود ۴۵+۳' · عثمان العساس '۵۹ | گزارش | صادقی '۱۱ · سیدصالحی ۵۹' | ورزشگاه: ثانی بن جاسم تماشاگران: ۶،۰۲۳ داور: پیتر گرین |

| ۲۵ فروردین ۱۳۸۹ ۵ | استقلال                                                                          | ۲ – ۱ | الاهلی                                                            | تهران، ایران                                            |
| ۱۷:۳۰             | سیدصالحی ۲۵' · عمران‌زاده '۳۲ · صادقی ۴۴' · کاظمی '۴۹ · جانواریو '۶۴ · برهانی '۹۰ | گزارش | احمد مبارک '۲۹ · سیموئز ۳۶' (پنالتی) · صاحب جاسم '۶۱ · ریشانی '۷۲ | ورزشگاه: آزادی تهران تماشاگران: ۶۴،۸۴۰ داور: سان بائوجی |

| ۸ اردیبهشت ۱۳۸۹ ۶ | الجزیره                                                         | ۲ – ۱ | استقلال             | ابوظبی، امارات                                           |
| ۲۰:۱۵             | ابراهیم غنیم '۹ · بشیر ۵۱' · طارق احمد '۴۷ ۵۳' · سلیم مسعود '۷۲ | گزارش | ۳۸' مجیدی · بیک‌زاده | ورزشگاه: محمد بن زاید تماشاگران: ۲،۱۲۹ داور: مینورو توجو |

#### جدول گروه A و نتایج گروه
| تیم            | بازی | برد | تساوی | باخت | گل‌زده | گل‌خورده | تفاضل‌گل | امتیاز |
| -------------- | ---- | --- | ----- | ---- | ----- | ------- | ------- | ------ |
| الغرافه        | ۶    | ۴   | ۱     | ۱    | ۱۱    | ۹       | ۲+      | ۱۳     |
| استقلال        | ۶    | ۳   | ۲     | ۱    | ۹     | ۵       | ۴+      | ۱۱     |
| الاهلی عربستان | ۶    | ۲   | ۰     | ۴    | ۱۱    | ۹       | ۲+      | ۶      |
| الجزیره        | ۶    | ۱   | ۱     | ۴    | ۶     | ۱۴      | ۸-      | ۴      |

|         | الغرافه | استقلال | الاهلی | الجزیره |
| ------- | ------- | ------- | ------ | ------- |
| الغرافه | —       | ۱-۱     | ۲-۳    | ۴–۲     |
| استقلال | ۳–۰     | —       | ۱-۲    | ۰-۰     |
| الاهلی  | ۱-۰     | ۲-۱     | —      | ۵–۱     |
| الجزیره | ۲-۱     | ۱-۲     | ۰–۲    | —       |

#### مرحله حذفی
طبق قانون سال ۲۰۱۰ لیگ قهرمانان آسیا در مرحله یک هشتم نهایی تیمها به صورت ضربدری با گروه مقابل بازی میکردند و در این مرحله فقط یک بازی به میزبانی تیمهای صدرنشین گروهها برگزار میشد. و براساس همین قانون دیگر بازی در تهران برگزار نشد.
| ۲۱ اردیبهشت ۱۳۸۹ 1/8 نهایی | الشباب                                                           | ۳ – ۲ | استقلال                                          | ریاض، عربستان                                       |
| ۲۰:۴۵ (یوتی‌سی ۳:۰۰+)       | بن سلطان ۲۲' · زیاد الموالید '۲۳ · طارق الطیب ۴۷' · الجیزانی ۸۸' | گزارش | اکبرپور ۲۴' (پنالتی) · کاظمی ۳۱' '۶۳ · یوسفی '۷۹ | ورزشگاه: ملک فهد تماشاگران: ۶،۸۵۳ داور: ماساکی توما |

## آمار

### عملکرد کلی تیم در فصل
| رقابت                  | اولین بازی    | آخرین بازی       | شروع دور         | جایگاه نهایی  | آمار | آمار | آمار | آمار | آمار | آمار | آمار | آمار  |
| رقابت                  | اولین بازی    | آخرین بازی       | شروع دور         | جایگاه نهایی  | بازی | ب    | ت    | ش    | گ‌ز   | گ‌خ   | ت‌گ   | % برد |
| ---------------------- | ------------- | ---------------- | ---------------- | ------------- | ---- | ---- | ---- | ---- | ---- | ---- | ---- | ----- |
| لیگ برتر ۸۹–۱۳۸۸       | ۱۶ مرداد ۱۳۸۸ | ۲۹ اردیبهشت ۱۳۸۹ | هفته ۱           | سوم           | ۳۴   | ۱۶   | ۱۱   | ۷    | ۴۹   | ۳۲   | ۱۷+  | ۰۴۷   |
| جام حذفی ۸۹–۱۳۸۸       | ۱۹ بهمن ۱۳۸۸  | ۹ اسفند ۱۳۸۸     | یک شانزدهم نهایی | یک هشتم نهایی | ۲    | ۱    | ۰    | ۱    | ۱۷   | ۵    | ۱۲+  | ۰۵۰   |
| لیگ قهرمانان آسیا ۲۰۱۰ | ۴ اسفند ۱۳۸۸  | ۲۱ اردیبهشت ۱۳۸۹ | مرحله گروهی      | یک هشتم نهایی | ۷    | ۳    | ۲    | ۲    | ۱۱   | ۸    | ۳+   | ۰۴۳   |
| مجموع                  | مجموع         | مجموع            | مجموع            | مجموع         | ۴۳   | ۲۰   | ۱۳   | ۱۰   | ۷۷   | ۴۵   | ۳۲+  | ۰۴۷   |

منبع: رقابت‌ها

### نمایش بازیکنان
| شماره | پُست       | بازیکنان         | لیگ برتر | لیگ برتر | لیگ برتر | جام حذفی | جام حذفی | جام حذفی | لیگ قهرمانان | لیگ قهرمانان | لیگ قهرمانان | مجموع   | مجموع | مجموع    | اخراج                | اخراج            |
| شماره | پُست       | بازیکنان         | بازی     | زمان     | کارت زرد | بازی     | زمان     | کارت زرد | بازی         | زمان         | کارت زرد     | بازی    | زمان  | کارت زرد | کارت زرد دوم و اخراج | کارت قرمز مستقیم |
| ----- | --------- | ---------------- | -------- | -------- | -------- | -------- | -------- | -------- | ------------ | ------------ | ------------ | ------- | ----- | -------- | -------------------- | ---------------- |
| ۱     | دروازه‌بان | وحید طالب‌لو      | ۲۴       | ۲۱۳۱     | ۰        | ۰        | ۰        | ۰        | ۰            | ۰            | ۰            | ۲۴ (۲۳) | ۲۱۳۱  | ۰        | ۰                    | ۰                |
| ۲     | مدافع     | خسرو حیدری       | ۳۲       | ۲۸۶۷     | ۲        | ۱        | ۱۲۰      | ۱        | ۷            | ۶۳۰          | ۰            | ۴۰ (۳۹) | ۳۶۱۷  | ۳        | ۰                    | ۰                |
| ۳     | مدافع     | مهدی امیرآبادی   | ۱۲       | ۸۱۴      | ۳        | ۲        | ۱۵۷      | ۱        | ۳            | ۲۴۸          | ۰            | ۱۷ (۱۴) | ۱۲۱۹  | ۴        | ۰                    | ۰                |
| ۴     | هافبک     | حسین کاظمی       | ۲۸       | ۲۲۹۳     | ۵        | ۱        | ۱۲۰      | ۰        | ۶            | ۵۴۰          | ۳            | ۳۵ (۳۲) | ۲۹۵۳  | ۸        | ۰                    | ۰                |
| ۵     | مدافع     | بیژن کوشکی       | ۵        | ۲۵۵      | ۱        | ۰        | ۰        | ۰        | ۰            | ۰            | ۰            | ۵ (۳)   | ۲۵۵   | ۱        | ۰                    | ۰                |
| ۶     | مدافع     | هادی شکوری       | ۲۵       | ۱۸۸۹     | ۱        | ۲        | ۲۰۸      | ۰        | ۱            | ۹۰           | ۰            | ۲۸ (۲۵) | ۲۱۸۷  | ۱        | ۰                    | ۱                |
| ۷     | مهاجم     | فرهاد مجیدی      | ۳۰       | ۲۲۵۶     | ۶        | ۱        | ۱۲۰      | ۰        | ۷            | ۵۹۴          | ۱            | ۳۸ (۳۵) | ۲۹۷۰  | ۷        | ۱                    | ۰                |
| ۸     | هافبک     | مجتبی جباری      | ۱        | ۲۴       | ۰        | ۰        | ۰        | ۰        | ۲            | ۳۰           | ۰            | ۳ (۰)   | ۵۴    | ۰        | ۰                    | ۰                |
| ۹     | مهاجم     | آرش برهانی       | ۲۹       | ۱۹۲۹     | ۴        | ۱        | ۹۰       | ۱        | ۶            | ۱۱۲          | ۱            | ۳۶ (۲۲) | ۲۱۳۱  | ۶        | ۰                    | ۰                |
| ۱۰    | مهاجم     | سیاوش اکبرپور    | ۲۵       | ۱۶۳۴     | ۶        | ۲        | ۲۱۰      | ۰        | ۷            | ۶۲۰          | ۰            | ۳۴ (۲۷) | ۲۴۶۴  | ۶        | ۰                    | ۱                |
| ۱۱    | مهاجم     | غلامرضا عنایتی   | ۱۷       | ۱۱۱۹     | ۲        | ۰        | ۰        | ۰        | ۰            | ۰            | ۰            | ۱۷ (۱۲) | ۱۱۱۹  | ۲        | ۰                    | ۰                |
| ۱۲    | مهاجم     | مهدی سیدصالحی    | ۲۳       | ۱۰۸۰     | ۴        | ۲        | ۱۱۸      | ۱        | ۶            | ۳۰۱          | ۰            | ۳۱ (۱۶) | ۱۴۹۹  | ۵        | ۰                    | ۰                |
| ۱۳    | هافبک     | محسن یوسفی       | ۱۳       | ۷۰۶      | ۰        | ۱        | ۴۵       | ۰        | ۵            | ۳۶۵          | ۰            | ۱۹ (۱۳) | ۱۱۱۴  | ۰        | ۰                    | ۰                |
| ۱۴    | هافبک     | کیانوش رحمتی     | ۲۲       | ۱۶۳۳     | ۵        | ۲        | ۱۵۴      | ۱        | ۵            | ۳۴۵          | ۰            | ۲۹ (۲۳) | ۲۱۳۲  | ۶        | ۰                    | ۰                |
| ۱۵    | مدافع     | حنیف عمران‌زاده   | ۲۰       | ۱۵۴۹     | ۲        | ۲        | ۲۱۰      | ۱        | ۷            | ۶۳۰          | ۰            | ۲۹ (۲۶) | ۲۳۸۹  | ۳        | ۰                    | ۰                |
| ۱۶    | مدافع     | هاشم بیک‌زاده     | ۲۴       | ۱۸۷۱     | ۵        | ۱        | ۵۳       | ۰        | ۲            | ۳۶           | ۱            | ۲۷ (۲۰) | ۱۹۶۰  | ۶        | ۰                    | ۰                |
| ۱۸    | هافبک     | مهرشاد مومنی     | ۰        | ۰        | ۰        | ۱        | ۲۴       | ۰        | ۰            | ۰            | ۰            | ۱ (۰)   | ۲۴    | ۰        | ۰                    | ۰                |
| ۱۹    | هافبک     | مهران نورافکن    | ۱        | ۱        | ۰        | ۰        | ۰        | ۰        | ۰            | ۰            | ۰            | ۱ (۰)   | ۱     | ۰        | ۰                    | ۰                |
| ۲۰    | دروازه‌بان | محمد محمدی       | ۱۱       | ۹۲۹      | ۰        | ۲        | ۲۱۰      | ۰        | ۷            | ۶۳۰          | ۱            | ۲۲ (۲۰) | ۱۷۶۹  | ۱        | ۰                    | ۰                |
| ۲۱    | هافبک     | میلاد نوری       | ۰        | ۰        | ۰        | ۱        | ۴۵       | ۰        | ۱            | ۵            | ۱            | ۲ (۰)   | ۵۰    | ۱        | ۰                    | ۰                |
| ۲۲    | مدافع     | امیرحسین صادقی   | ۲۸       | ۲۴۳۱     | ۸        | ۱        | ۱۰       | ۰        | ۷            | ۵۴۱          | ۱            | ۳۶ (۳۳) | ۲۹۸۲  | ۹        | ۰                    | ۰                |
| ۲۳    | هافبک     | امیدرضا روانخواه | ۸        | ۵۹۲      | ۰        | ۰        | ۰        | ۰        | ۰            | ۰            | ۰            | ۸ (۷)   | ۵۹۲   | ۰        | ۰                    | ۰                |
| ۲۵    | مهاجم     | مجتبی محبوب‌مجاز  | ۴        | ۲۸       | ۰        | ۱        | ۲۸       | ۰        | ۰            | ۰            | ۰            | ۵ (۰)   | ۵۶    | ۰        | ۰                    | ۰                |
| ۲۸    | هافبک     | رینالدو کروزادو  | ۱۷       | ۵۶۲      | ۱        | ۱        | ۹۰       | ۰        | ۲            | ۲            | ۰            | ۲۰ (۹)  | ۶۵۴   | ۱        | ۰                    | ۰                |
| ۳۳    | مدافع     | پژمان منتظری     | ۳۲       | ۲۸۸۰     | ۱        | ۲        | ۱۸۶      | ۰        | ۷            | ۶۳۰          | ۰            | ۴۱ (۴۱) | ۳۶۹۶  | ۱        | ۰                    | ۰                |
| ۳۷    | هافبک     | فابیو جانواریو   | ۲۹       | ۲۱۵۲     | ۵        | ۱        | ۱۱۰      | ۱        | ۷            | ۵۸۶          | ۱            | ۳۷ (۳۳) | ۲۸۴۸  | ۷        | ۰                    | ۰                |

اعداد آبی رنگ : تعداد حضور در ترکیب اصلی استقلال

### گلزن‌ها
| رده        | پُست        | نام              | لیگ برتر | جام حذفی | لیگ قهرمانان | کل |
| ---------- | ---------- | ---------------- | -------- | -------- | ------------ | -- |
| ۱          | مهاجم      | فرهاد مجیدی      | ۱۱       | ۱        | ۵            | ۱۷ |
| ۲          | مهاجم      | آرش برهانی       | ۱۱       | ۳ (۱)    | ۰            | ۱۴ |
| ۳          | مهاجم      | مهدی سیدصالحی    | ۴        | ۴        | ۲            | ۱۰ |
| ۴          | مهاجم      | سیاوش اکبرپور    | ۲ (۱)    | ۳        | ۱ (۱)        | ۶  |
| ۵          | مدافع      | امیرحسین صادقی   | ۳        | ۰        | ۱            | ۴  |
| ۵          | هافبک      | حسین کاظمی       | ۳        | ۰        | ۱            | ۴  |
| ۵          | مدافع      | حنیف عمران‌زاده   | ۳        | ۱        | ۰            | ۴  |
| ۶          | مدافع      | پژمان منتظری     | ۲        | ۰        | ۱            | ۳  |
| ۶          | مهاجم      | غلامرضا عنایتی   | ۳        | ۰        | ۰            | ۳  |
| ۶          | مدافع      | هادی شکوری       | ۲        | ۱        | ۰            | ۳  |
| ۷          | هافبک      | فابیو جانواریو   | ۱        | ۱        | ۰            | ۲  |
| ۷          | هافبک      | رینالدو کروزادو  | ۱ (۱)    | ۱ (۱)    | ۰            | ۲  |
| ۷          | هافبک      | میلاد نوری       | ۰        | ۲        | ۰            | ۲  |
| ۸          | هافبک      | کیانوش رحمتی     | ۱        | ۰        | ۰            | ۱  |
| ۸          | هافبک      | امیدرضا روانخواه | ۱        | ۰        | ۰            | ۱  |
| گل به خودی | گل به خودی | گل به خودی       | ۱        | ۰        | ۰            | ۱  |
| کل         | کل         | کل               | ۴۹       | ۱۷       | ۱۱           | ۷۷ |

اعداد آبی رنگ : تعداد گلهای زده شده از نقطه پنالتی
** گل به خودی بازیکنان حریف :
۱- عبدالجبار مومونی بازیکن ابومسلم مشهد در بازی هفته بیست و پنجم لیگ برتر

### پاس گل
| رتبه | پُست   | بازیکنان        | لیگ برتر | جام حذفی | لیگ قهرمانان | جمع | گرفتن پنالتی |
| ---- | ----- | --------------- | -------- | -------- | ------------ | --- | ------------ |
| ۱    | مدافع | خسرو حیدری      | ۱۴       | ۰        | ۳            | ۱۷  | ۱            |
| ۲    | هافبک | فابیو جانواریو  | ۶        | ۰        | ۳            | ۹   | ۰            |
| ۳    | مهاجم | مهدی سیدصالحی   | ۶        | ۱        | ۰            | ۷   | ۰            |
| ۴    | مهاجم | سیاوش اکبرپور   | ۴        | ۱        | ۰            | ۵   | ۰            |
| ۴    | مهاجم | فرهاد مجیدی     | ۳        | ۰        | ۲            | ۵   | ۳            |
| ۴    | مهاجم | آرش برهانی      | ۱        | ۴        | ۰            | ۵   | ۱            |
| ۵    | مهاجم | غلامرضا عنایتی  | ۳        | ۰        | ۰            | ۳   | ۰            |
| ۵    | مدافع | هاشم بیک‌زاده    | ۲        | ۰        | ۱            | ۳   | ۰            |
| ۵    | هافبک | رینالدو کروزادو | ۰        | ۳        | ۰            | ۳   | ۱            |
| ۶    | هافبک | حسین کاظمی      | ۰        | ۱        | ۱            | ۲   | ۰            |
| ۷    | مدافع | امیرحسین صادقی  | ۱        | ۰        | ۰            | ۱   | ۰            |
| ۷    | مدافع | هادی شکوری      | ۱        | ۰        | ۰            | ۱   | ۰            |
| ۷    | هافبک | کیانوش رحمتی    | ۱        | ۰        | ۰            | ۱   | ۰            |
| ۷    | هافبک | محسن یوسفی      | ۱        | ۰        | ۰            | ۱   | ۰            |
| ۷    | مدافع | پژمان منتظری    | ۱        | ۰        | ۰            | ۱   | ۰            |
| ۷    | مدافع | مهدی امیرآبادی  | ۰        | ۱        | ۰            | ۱   | ۱            |
| ۸    | مهاجم | مجتبی محبوب‌مجاز | ۰        | ۰        | ۰            | ۰   | ۱            |
| جمع  | جمع   | جمع             | ۴۴       | ۱۱       | ۱۰           | ۶۵  | ۸            |

- از مجموع هشت پنالتی اعلام شده در این فصل سه ضربه پنالتی گل نشده‌است.

### گلهای لیگ برتر بر حسب شش بازه زمانی
| بازه زمانی     | گل زده | بازه زمانی     | گل خورده |
| -------------- | ------ | -------------- | -------- |
| ۱۵ دقیقه اول   | ۳      | ۱۵ دقیقه اول   | ۲        |
| ۱۵ دقیقه دوم   | ۸      | ۱۵ دقیقه دوم   | ۳        |
| ۱۵ دقیقه سوم   | ۹      | ۱۵ دقیقه سوم   | ۵        |
| اضافی نیمه اول | ۰      | اضافی نیمه اول | ۰        |
| جمع نیمه اول   | ۲۰     | جمع نیمه اول   | ۱۰       |
| ۱۵ دقیقه چهارم | ۸      | ۱۵ دقیقه چهارم | ۷        |
| ۱۵ دقیقه پنجم  | ۸      | ۱۵ دقیقه پنجم  | ۵        |
| ۱۵ دقیقه ششم   | ۶      | ۱۵ دقیقه ششم   | ۸        |
| اضافی نیمه دوم | ۷      | اضافی نیمه دوم | ۲        |
| جمع نیمه دوم   | ۲۹     | جمع نیمه دوم   | ۲۲       |

### عملکرد دروازه‌بانها
|       |             | لیگ برتر | لیگ برتر | لیگ برتر | جام حذفی | جام حذفی | جام حذفی | لیگ قهرمانان | لیگ قهرمانان | لیگ قهرمانان | مجموع | مجموع   | مجموع |
| رتبه  | نام         | بازی     | گل‌خورده  | ک‌ش       | بازی     | گل‌خورده  | ک‌ش       | بازی         | گل‌خورده      | ک‌ش           | بازی  | گل‌خورده | ک‌ش    |
| ----- | ----------- | -------- | -------- | -------- | -------- | -------- | -------- | ------------ | ------------ | ------------ | ----- | ------- | ----- |
| ۱     | وحید طالب‌لو | ۲۴       | ۲۳       | ۹        | ۰        | ۰        | ۰        | ۰            | ۰            | ۰            | ۲۴    | ۲۳      | ۹     |
| ۲     | محمد محمدی  | ۱۱       | ۹        | ۵        | ۲        | ۵        | ۱        | ۷            | ۵            | ۲            | ۲۰    | ۱۹      | ۸     |
| مجموع | مجموع       | ۳۵       | ۳۲       | ۱۴       | ۲        | ۵        | ۱        | ۷            | ۲            | ۵            | ۴۴    | ۴۲      | ۱۷    |

### کاپیتان‌های فصل
| رده | نام            | لیگ برتر | جام حذفی | لیگ قهرمانان | جمع |
| --- | -------------- | -------- | -------- | ------------ | --- |
| ۱   | فرهاد مجیدی    | ۲۷ (۳)   | ۱        | ۷            | ۳۵  |
| ۲   | غلامرضا عنایتی | ۳ (۹)    | ۱        | ۰            | ۴   |
| ۳   | امیرحسین صادقی | ۲ (۳)    | ۰        | ۰ (۲)        | ۲   |
| ۴   | وحید طالب‌لو    | ۱ (۶)    | ۰        | ۰            | ۱   |
| ۵   | حسین کاظمی     | ۱        | ۰        | ۰            | ۱   |
| ۶   | مهدی امیرآبادی | ۰        | ۱        | ۰ (۱)        | ۱   |

* عددهای آبی رنگ : نشان دهنده دفعاتی است که آن بازیکن پس از تعویض کاپیتان اول، کاپیتان شده‌است و این کاپیتانی‌ها در ستون جمع محاسبه نشده‌است.

## منبع
1. ↑  «اطلاعیه باشگاه استقلال قرارداد بازیکنان جدید فردا ثبت می‌شود».
2. ↑  «کیانوش رحمتی حل و فصل موانع اداری انتقالش را خواستار شد».
3. ↑  «غلامرضا عنایتی قراردادش را ثبت کرد پیراهن شماره 11 بر تن مهاجم استقلال».
4. ↑  «با عقد قراردادی دو ساله «سید صالحی» به استقلال تهران پیوست».
5. ↑  «قرارداد صادقی و عمران‌زاده در هیئت فوتبال ثبت شد».
6. ↑  «با امضای قرارداد دوساله، امیرحسین صادقی به استقلال پیوست».
7. ↑  «مهرشاد مومنی به استقلال پیوست».
8. ↑  «جدایی «اشکان نامداری» از استقلال».
9. ↑  «/نقل و انتقالات لیگ برتر فوتبال/ "عباسفرد" به پیکان قزوین پیوست».
10. ↑  «نیکبخت و پولادی قرارداد خود با تراکتورسازی را ثبت کردند». بایگانی‌شده از اصلی در ۱۳ ژوئن ۲۰۱۱. دریافت‌شده در ۴ ژوئیه ۲۰۰۹.
11. ↑  «یدالله اکبری رسما به تیم پاس همدان پیوست». بایگانی‌شده از اصلی در ۳۰ ژوئن ۲۰۰۹. دریافت‌شده در ۴ ژوئیه ۲۰۰۹.
12. ↑  بازیکن استقلال تهران به ملوان پیوست
13. ↑  «علی علیزاده با استقلال خداحافظی کرد».
14. ↑  پیروز قربانی به تیم فوتبال مس کرمان پیوست
15. ↑  «منیعی بالاخره از استقلال جدا شد و به مس کرمان رفت !». بایگانی‌شده از اصلی در ۲۹ ژوئن ۲۰۰۹. دریافت‌شده در ۲۴ ژوئیه ۲۰۰۹.
16. ↑  «با عقد قراردادی یک ساله، امیر قلعه نویی سرمربی تیم فوتبال سپاهان شد».
17. ↑  «طی حکمی از سوی واعظی آشتیانی «صمد مرفاوی» رسما جانشین "قلعه‌نویی" شد».
18. ↑  «اردوی نیمه کاره آبی‌ها در ترکیه تیم فوتبال استقلال شب گذشته به تهران بازگشت».
19. ↑  «فردا نخستین بازی استقلال، باران تمرین را تعطیل کرد».
20. ↑  «استقلال در تورنمنت همدان شرکت نکرد کاروان آبی‌ها از نیمه راه بازگشت!».
21. ↑  "PERSIAN GULF PRO LEAGUE/2018 - Season rules". Scoresway. Retrieved 30 March 2017.